# Dystrophie maculaire vitelliforme de Best
Pour les articles homonymes, voir Best.
 Mise en garde médicale
La dystrophie maculaire vitelliforme de Best (DMVB) ou maladie de Best est une maladie génétique oculaire à transmission autosomique dominante. Elle conduit à une dystrophie progressive de la macula, débutant soit dans l'enfance ou dans l'adolescence. La vision est normale puis il existe une baisse de l'acuité visuelle centrale et une perturbation de la perception des images qui sont vues déformées (métamorphopsie). La vision périphérique reste normale et il n'existe pas de trouble de la vision nocturne. La perte de vision est très variable.
Cette maladie est distincte de la dystrophie fovéomaculaire vitelliforme de l'adulte ou « pseudo-maladie de Best ».

## Noms
Le terme « vitelliforme » signifie en forme de jaune d’œuf.
Autres noms
- Dystrophie (rétinienne) vitelliforme.

## Étiologie
- Accumulation de matériel sous l’épithélium pigmentaire (EP)
- Mutation du gène VMD2 (en) 607854 situé sur le chromosome 11 codant la bestrophine-1

## Incidence & prévalence
Maladie rare dont l'incidence est inconnue.

## Description

### Évolution
Le pronostic est relativement bon avec une vision qui ne baisse vraiment qu’après 40 ans. La plupart des patients peuvent lire toute leur vie avec un œil.
- Stade pré-vitelliforme ou du porteur sain :
  - Macula normale ;
  - Altérations de l’électrooculogramme (EOG) ;

- Stade vitellin :
  - Peu de signes fonctionnels : acuité visuelle normale ;
  - Fond d'œil : aspect d’œuf sur le plat, lésion arrondie, bien limitée, de 0,5 à 2 diamètre papillaire (DP), jaunâtre ;

- Stade du pseudo-hypopion ou en œuf brouillé :
  - Baisse de l'acuité visuelle (4 à 5/10)
  - Fond d'œil : niveau bien marqué qui peut bouger si on incline le patient

- Stade atrophique :
  - Stade cicatriciel ;
  - Acuité visuelle inférieure à 2/10 ;
  - Difficile de différencier avec une autre cause d’atrophie ;

- Risque de néovaisseaux choroïdiens :
  - Difficile de diagnostic ;
  - C'est le risque évolutif le plus grave.

## Diagnostic

### Diagnostic positif
- Diagnostic entre l’âge de 7 et 14 ans
- Présence d’une lésion polymorphe typique au fond d'œil
- Transmission héréditaire dominante
- Électrooculogramme altéré
- Évolution spontanée typique

Angiographie fluo
- Dépôts mieux vus aux clichés vert et rouge (moins bien vus sur les clichés en bleu)
- Effet masque, discrète imprégnation aux temps tardifs.
- Image en cocarde.

Angiographie ICG
- Intérêt si doute diagnostic avec néovaisseaux.
- Si présence de néovaisseaux : on met en évidence un effet masque sur les temps précoces s'il y a des migrations pigmentaires, et une fluorescence inhomogène aux temps tardifs.
- S'il n'y a pas de néovaisseaux : il est parfois difficile de différencier la fluorescence des néovaisseaux et du matériel.

Autres examens 
- Oscillateur commandé en tension (OCT)
  - On visualise le matériel sous l’EP.
- EOG
  - Les troubles sont systématiques avec élévation du rapport d'Arden.
- Vision des couleurs
  - On met en évidence un axe bleu-jaune, deutan.

### Diagnostic différentiel
- Choriorétinopathie séreuse centrale (CRSC) surtout dans les formes avec décollement de l'épithélium pigmentaire (DEP)
- Dystrophie pseudo-vitelliforme de l’adulte (pattern dystrophie)
- Maladie de Stargardt
- Télangiectasies fovéolaires périrétiniennes
- DEP contenant des pigments hématiques
- Maculopathie aigüe de phototraumatisme solaire

## Traitement
Il n’en existe pas.
Le patient nécessite pourtant une surveillance régulière :
- afin d'évaluer le stade de la maladie
- surveiller l'apparition de néovaisseaux : s'il y en a, souvent on les photocoagule au laser (Argon). Parfois, on les surveille car ils peuvent involuer d’eux-mêmes (pas de consensus sur la question). Le patient doit connaître les signes du syndrome maculaire, qui doivent le faire consulter en urgence.
- l'orienter si besoin, vers une association de malades, un réseau basse vision, l'aider dans son orientation professionnelle.

Il est préférable de protéger ses yeux du soleil (lunettes de soleil).

## Conseil génétique
- Transmission autosomique dominante
- L'expressivité est très variable : on découvre chez l’un des parents, qui a une bonne vision, des lésions qui étaient inconnues alors que leur enfant a déjà des lésions avancées.

## Sources
- (en) Online Mendelian Inheritance in Man, OMIM (TM). Johns Hopkins University, Baltimore, MD. MIM Number:153700
- (en) GeneTests: Medical Genetics Information Resource (database online). Copyright, University of Washington, Seattle. 1993-2005